# Batalla de Cirta
La batalla de Cirta va ser un enfrontament que va succeir durant la Segona Guerra Púnica entre les forces de la República Romana, sota el comandament de Publi Corneli Escipió, i l'aliat de Cartago, Sifax.

## Preludi
Seguint les ordres d'Escipió, després de la victòria romana a la batalla de les grans planes, Gai Leli i Masinissa, van perseguir Sifax en la seva fugida fins a la ciutat de Cirta, on el númida havia reunit forces de refresc per enfrontar-se als romans. A les portes de la ciutat, Sifax va organitzar les seves tropes seguint el model romà, amb l'esperança d'obtenir el mateix èxit d'Escipió en el camp de batalla. Però encara que tenia suficients soldats per fer front a l'enemic, els seus homes eren massa joves i no tenien gens d'experiència.

## Batalla
La batalla va començar amb un enfrontament entre les cavalleries dels dos bàndols i en un principi semblava que estava igualada. Un cop la infanteria romana va acudir a l'ajuda de la seva cavalleria, els númides es van trobar desbordats i van fugir. Davant d'això, Sifax va intentar donar exemple i reagrupant als seus homes, es posà al capdavant de les tropes llançant-se al contraatac. Però amb aquesta acció el rei es va exposar massa i va ser capturat pels legionaris romans. Amb el cabdill fet presoner, els romans van seguir avançant cap a Cirta, que es va rendir tan bon punt van veure a Sifax sota el pes de les cadenes.

## Conseqüències
El control d'Escipió a Àfrica era ara total i només li va caldre esperar el retorn d'Hanníbal i els seus veterans cartaginesos des de terres d'Itàlia, amb qui es va enfrontar i al que va derrotar en la batalla de Zama, posant fi a la guerra.